# الحاج مصطفى (لاعب كرة قدم)
الحاج محمد مصطفى هو لاعب كرة قدم قطري من أصل سوداني، ولد في 1 يونيو 1992 في السودان.

## مسيرة اللاعب
لعب في نادي الجيش ونادي مسيمير ونادي المرخية ونادي الخور ونادي الخريطيات ونادي الشمال.

## وصلات خارجية
- الحاج مصطفى على موقع Soccerway.com (الإنجليزية)